# Pântanos de Pinsk

Pântano ao redor do rio Pripyat.

Pântanos de Pinsk (em bielorrusso:  Пінскія балоты, Pinskiya baloty) são uma vasta região natural de zonas húmidas ao longo da bacia florestada do rio Pripyat e seu afluentes de Brest ao oeste até Mogilev ao nordeste e Kiev a sudeste. É uma das maiores zonas húmidas da Europa. A cidade de Pinsk é uma das mais importantes da região.
Os pântanos encontram-se principalmente na planície polonesa e ocupam a maior parte da parte sul da Bielorrússia e no noroeste da Ucrânia. Eles cobrem cerca de 269.400 km² em torno das terras arenosas da rede densa de rios e riachos que se formam em ambos os lados do rio Pripyat, um dos principais afluentes do rio Dnieper.